# Solid
Solid (lat. solidus=čvrst) zlatni je novac koji je od 324. zamijenio aureus. Ovaj odlični zlatni novac težio je 4,54 g te je kao takav preživio pad Zapadnorimskog carstva održavši se u izvornom obliku sve do smrti Justinijana I. (565.), a po odličnom kovu čak do bizantskog cara Mihajla VII. (1071.—1078.).